# Brzezie (powiat starachowicki)
Brzezie – wieś w Polsce, położona w województwie świętokrzyskim, w powiecie starachowickim, w gminie Pawłów.
Przez wieś przechodzi  czerwony szlak rowerowy z Cedzyny do Nowej Słupi.
| SIMC    | Nazwa   | Rodzaj    |
| ------- | ------- | --------- |
| 0260014 | Działki | część wsi |
| 0260020 | Parcele | część wsi |

## Historia
Wieś notowana w wieku XIII. W roku 1275 własność klasztoru wąchockiego.
W wieku XIX Brzezie była wsią, w powiecie iłżeckim, gminie Tarczek, parafii Świętomarz, odległe 31 wiorst od Iłży.
W 1827 r. wieś liczyła 23 domy i 128 mieszkańców.
Podług lustracji z roku 1862 we wsi było 53 domów, 281 mieszkańców, 430 mórg włościańskich i 263 mórg dworskich.
W latach 1954–1972 wieś należała i była siedzibą władz gromady Brzezie. W latach 1973–1976 miejscowość była siedzibą gminy Brzezie. W latach 1975–1998 miejscowość należała administracyjnie do województwa kieleckiego.

## Zabytki
Park z XVIII w. wpisany do rejestru zabytków nieruchomych (nr rej.: A.807 z 4.12.1957).